# University of California, Irvine Men's Volleyball
La University of California, Irvine Men's Volleyball è la squadra di pallavolo maschile appartenente alla University of California, Irvine, con sede a Irvine: milita nella Big West Conference della NCAA Division I.

## Storia
La squadra di pallavolo maschile della University of California, Irvine inizia le proprie attività nel 1970, anno di adesione alla NCAA Division I; il primo allenatore del programma è stato Bob Newcomb. Per oltre trent'anni la squadra non ha prodotto risultati di rilievo, senza mai riuscire a centrare alcuna qualificazione alla post-season.
Nel 2003 John Speraw diventa allenatore del programma ed è sotto la sua ala che gli Anteaters diventano un programma di élite della pallavolo maschile. Nella Division I NCAA 2006 la squadra si qualifica per la prima volta alla Final Four, dove è testa di serie numero 1, ma esce di scena già in semifinale, perdendo contro la Penn State. Nell'edizione successiva gli Anteaters si qualificano nuovamente alla Final Four, ma come testa di serie numero 2: in semifinale superano i Nittany Lions della Penn State, prendendo la rivincita per la stagione precedente, mentre in finale superano per 3-1 la IPFW, aggiudicandosi il primo titolo nazionale nella propria storia; Matt Webber vince il premio di Most Outstanding Player, mentre Jayson Jablonsky, Brian Thornton e David Smith fanno parte dell'All-Tournament Team.
Dopo non essere riusciti a difendere il titolo, avendo fallito la qualificazione alla Final Four del 2008, nella Division I NCAA 2009 tornano nuovamente a giocare la post-season: qualificati come testa di serie numero 1 sconfiggono con un agevole 3-0 la Ohio State in semifinale, mentre nell'atto conclusivo trionfano un sofferto 3-2 contro la Southern California, aggiudicandosi il proprio secondo titolo nazionale; Ryan Ammerman viene votato Most Outstanding Player, mentre Carson Clark e Taylor Wilson sono inseriti nell'All-Tournament Team.
Dopo due stagioni di assenza, nella Division I NCAA 2012 gli Anteaters ritornano a giocare la Final Four, qualificati nuovamente come testa di serie numero 1: in semifinale vincono per 3-1 contro Penn State, mentre in finale ritrovano i Trojans della Southern California, vincendo nuovamente per 3-1; il miglior giocatore della Final Four è Carlson Clark, mentre nell'All-Tournamente Team vengono inseriti Christopher Austin, Connor Hughes e Kévin Tillie.
Nella stagione 2013 coach Speraw lascia il programma per allenare la UC Los Angeles e la nazionale statunitense maschile, sostituito da David Kniffin, che lo guida alla conquista del suo quarto titolo nazionale, spazzando via entrambe le rivali di post-season: 3-0 in semifinale contro la Loyola Chicago e stesso risultato in finale contro la Brigham Young; il miglior giocatore della Final Four è Connor Hughes, mentre Christopher Austin, Michael Brinkley, Collin Mehring e Kévin Tillie compongono l'All-Tournament Team. Nel 2015 arriva la vittoria del terzo titolo di conference, con conseguente accesso diretto alla post-season, dove tuttavia gli Anteaters escono sconfitti per 3-0 già nella semifinale contro la Loyola Chicago, in seguito vincitrice del torneo; ciò nonostante Tamir Hershko appare nel sestetto ideale del torneo.
Nel 2018 il programma abbandona la Mountain Pacific Sports Federation, approdando nella neonata Big West Conference: nonostante la sconfitta in semifinale al torneo di conference, centra ancora una qualificazione al torneo nazionale grazie alla classifica totale, venendo però sconfitto già ai quarti di finale dalla Ohio State.

## Palmarès
- NCAA Division I: 4

2007, 2009, 2012, 2013

## Record
| Piazzamento          |   | Edizione                                               |
| -------------------- | - | ------------------------------------------------------ |
| Tornei NCAA          | 8 | Vincitrice: 4 2007, 2009, 2012, 2013                   |
| Tornei NCAA          | 8 | Semifinali: 3 2006, 2015, 2024                         |
| Tornei NCAA          | 8 | Quarti di finale: 1 2018                               |
| Titoli di conference | 3 | Mountain Pacific Sports Federation: 3 2007, 2012, 2015 |

## Conference
- ?: 1970-1992
- Mountain Pacific Sports Federation: 1993-2017
- Big West Conference: 2018-

## National Player of the Year
- Jayson Jablonsky (2006)
- Hilir Henno (2024)

## National Newcomer of the Year
- Brent Asuka (2006)

## National Coach of the Year
- John Speraw (2006)

## All-American

### First Team
- Jimmy Pelzel (2003)
- Brent Asuka (2006)
- Jayson Jablonsky (2006)
- David Smith (2007)
- Ryan Ammerman (2009)
- Carson Clark (2010, 2012)
- Cory Yoder (2011)
- Kévin Tillie (2012, 2013)
- Michael Brinkley (2013, 2014, 2015)
- Tamir Hershko (2015)
- Zachary La Cavera (2015)
- Hilir Henno (2023, 2024, 2025)

### Second Team
- Chris Harger (1997)
- Donnie Rafter (1999)
- Erick Helenihi (2001)
- Jimmy Pelzel (2004)
- Brain Thornton (2006, 2007)
- Matt Webber (2006, 2007)
- Jayson Jablonsky (2007)
- Jon Steller (2008)
- Carson Clark (2009, 2011)
- Jordan DuFault (2009, 2010)
- Kevin Wynne (2009)
- Colin Mehring (2013)
- Scott Kevorken (2014)
- Tamir Hershko (2017)
- Michael Saeta (2017)
- Karl Apfelbach (2018)
- Scott Stadick (2018)
- Francesco Sani (2023)
- Cole Power (2024)
- Brett Sheward (2024)
- Nolan Flexen (2025)

## Allenatori
- Bob Newcomb: 1970-1974
- Miles Pabst: 1976-1987
- Bill Ashen: 1988-1992
- Andy Read: 1993-1996
- Charlie Brande: 1997-2002
- John Speraw: 2003-2012
- David Kniffin: 2013-